# ТНВ (телерадиокомпания)
Телерадиокомпания «Новый Век» (тат. «Яңа Гасыр» телерадиокомпаниясе) — национальный вещатель Республики Татарстан. Включает в себя телеканалы «Татарстан — Новый Век» (ТНВ), «ТНВ-Планета», «Шаян-ТВ», «Майдан-ТВ», радиостанцию «Болгар» и интернет-портал.
Через 4 спутника («Eutelsat 36B/36C/Экспресс-АМУ1», «ABS-2A», «Экспресс АТ1» и «Intelsat 15/Horizons-2») сигнал распространяется на регионы России, страны СНГ, значительную часть Европы и Азии. В зоне уверенного приёма телеканала «ТНВ» находится вся территория Татарстана (есть сетевые партнёры). Также вещание осуществляется в Финляндии, Латвии, Литве, Румынии, Болгарии, Белоруссии, на Украине и других государствах.
Телеканал «ТНВ» вещает круглосуточно на двух государственных языках Татарстана — татарском и русском. Телеканал передаёт новости, общественно-политические программы, ток-шоу, спортивные трансляции, фильмы, сериалы и мультфильмы, переведённые на татарский язык (зарубежный и отечественный кинематограф), собственные проекты. Визитной карточкой канала являются : программа ,,Татарстан хәбәрләре''/ ,,Новости Татарстана''; ток-шоу ,,Таяну ноктасы'' / ,,Точка опоры''; информационно-аналитическая программа ,,7 дней''; игровое музыкальное шоу "Җырлыйк әле!" / "Давайте споём!"; ток-шоу "Башваткыч" / "Головоломка"; развлекательное шоу "Кәмит Җәвит" / "Рассмеши-ка Җәвит".
Компания имеет корреспондентские пункты в Москве, Екатеринбурге, Ижевске, Ульяновске, Уфе.

## История
В 2000 году началось вхождение всех региональных филиалов в состав ВГТРК, из-за чего нависла угроза потерять власть над телеканалом со стороны политического руководства Татарстана. В то время в Татарстане был своя телерадиокомпания "Татарстан", и телеканал «ТРТ». В 2003 году ,,ГТРК "Татарстан", должна была стать филиалом ВГТРК. С этой целью при поддержке Минтимера Шаймиева, в 2001 году,  Ильшатом Аминовым создаётся концепция нового республиканского телеканала. Создаётся «ТРК — Новый Век», первый эфир состоялся 26 августа 2002 года под брендом «ТНВ».
Организация зарегистрирована 17 мая 2001 года. Тестовое вещание началось в январе 2002 года, полноценное — 26 августа 2002 года.
В июне 2008 года телеканал ТНВ начал трансляцию со спутника — АВS-1 (LMI-1), в результате чего увеличилась зона вещания — трансляция расширилась на всю Россию (включая Восточную Сибирь и Дальний Восток), Казахстан, Среднюю Азию, Пакистан, Афганистан, Ирак, Иран, Турцию, Монголию, Китай.
В 2011 году аудитория телеканала ТНВ составляла 5 миллионов 205 тысяч человек, около 819 тысяч зрителей за сутки.
В 2012 году открыта международная версия телеканала.
Решением Федеральной конкурсной комиссии по телерадиовещанию от 22 февраля 2017 года телеканал «ТНВ» выбран обязательным общедоступным региональным телеканалом («21-я кнопка») Республики Татарстан.
С 26 августа 2017 года каналы компании вещают в формате 16:9 и в формате высокой чёткости (HD).
С 29 ноября 2019 года телеканал «ТНВ-Татарстан» осуществляет вещание на русском языке на «ОТР» (ежедневно c 06:00 до 08:00 и с 18:00 до 19:00) в составе первого мультиплекса цифрового телевидения России на территории Республики Татарстан.
Доля телесмотрения канала в 2020 году составила 7,7 %. Охват аудитории за этот год по телеканалу «Татарстан — Новый Век» составил около семи миллионов абонентов в 418 населённых пунктах РФ (в 2019 году было 5,7 миллионов абонентов); «ТНВ-Планета» — 4,5 миллионов абонентов в 2803 населённых пунктах РФ (в 2019 году — 4,2 миллионов абонентов); «Шаян ТВ» — более 1 миллиона абонентов в 90 населённых пунктах (в 2019 году — 0,8 миллионов абонентов). Охват радиостанции «Болгар» составил 3,7 миллионов — около 96 % населения РТ.
2024 год, для телерадиокомпании,  был прорывным. Была открыта новая виртуальная студия, единственная в Татарстане. В открытии студии принял участие Раис Республики Татарстан - Рустам Минниханов. Во время посещения телекомпании Раис, подчеркнул необходимость создания аналога местного телецентра по типу телецентра ,, Останкино'' в городе Москва. В этом же году ведущий детского телеканала ,, Шаян'' - Ислам Хабибуллин завоевал престижную детскую телевизионную премию ,, ТЭФИ - Kids''. Ещё один юный ведущий телеканала  ,,Шаян'' - Саид Галиуллин, принял участие в проекте Первого Канала - ,, Голос. Дети''. Саид дошёл до финала, однако проиграл другому участнику Василию Иголкину.
Руководство :
Ильшат Аминов - Генеральный Директор.
Светлана Кадырова - Заместитель Генерального Директора по информационному вещанию.
Сария Хабибуллина - Главный Редактор Дирекции Информационных Программ.
Леонард Давлетшин - Руководитель Дирекции утренних программ.
Ильшат Сафиуллин - Заместитель Генерального Директора по экономике.

## Акционеры
- Министерство земельных и имущественных отношений Республики Татарстан (доля участия: 100 %).

## Финансы
За 2020 год общий объём выручки телерадиокомпании «Новый Век» составил 574,2 миллионов рублей. При этом канал «ТНВ-Татарстан» принёс холдингу 53 % доходов, вклад «Шаян ТВ» составил 28 %, «ТНВ-Планета» — 14 %. Удельный вес выручки радиостанции «Болгар» составил 5 %. Чистая прибыль по итогам года составила 3,5 миллиона рублей.
В 2017 году компания «Новый век» выиграла два тендера агентства «Татмедиа» стоимостью 241,29 и 92,63 миллионов рублей, на создание и транслирование культурно-просветительских передач на русском и татарском языках. В 2021 году АО «Телерадиокомпания „Новый век“» выиграла 7 государственных тендеров на сумму 550 миллионов рублей. 241,3 миллионов рублей было выделено на запуск программ на госязыках Республики Татарстан, 191,1 млн рублей — на трансляцию детского канала, 92,6 млн рублей — на трансляцию культурно-просветительских программ, 9,9 млн рублей — на создание радиопрограмм, 7,2 млн рублей на создание передач о традициях и культуре народов РТ, 4,1 млн рублей на русские субтитры и около двух миллионов рублей — на размещение в эфире антикоррупционных программ.

## Телеканал ТНВ

### Ведущие
Некоторые российские ведущие начинали свою карьеру на ТНВ. Например, Лилия Гильдеева («НТВ»), Дмитрий Нестеров («Россия-2»), Артур Гараев («НТВ»), Мария Штейн («НТВ»), Гузель Хайретдинова (радиостанция «Маяк»), Ольга Бороднева («НТВ»), Игорь Севрюгин («Дождь»), Снежана Артамонова («Россия Культура»), Илья Андреев («Серебряный Дождь» и «Первый канал») и другие.

### Внетелевизионная деятельность
ТНВ являлся организатором и соорганизатором культурных событий Татарстана: фестиваля песни «Җиде йолдыз», конкурса молодых исполнителей «Татар моңы», фестиваля «Татар җыры», конкурса красоты «Мисс Татарстан» и др. В настоящее время телерадиокомпания проводит конкурс чтецов ,, Татар сүзә'', при поддержке Комиссии по сохранению родных языков при Раисе Республики Татарстан.

## ТНВ-Планета
«ТНВ-Планета» — татарский культурно-просветительский телеканал (международная версия телеканала «ТНВ»), вещающий для всех регионов РФ и стран мира.

#### Вещание
С 15 июня 2012 года началось техническое вещание телеканала «ТНВ-Планета». Он принимается в открытом режиме со спутника ABS-2/2A. Телеканал «ТНВ-Планета» доступен в «НТВ-Плюс», «Триколор ТВ», а также — в интернете.
С 9 марта 2014 года запущено эфирное вещание в Крыму, Симферополе и Севастополе.

#### Программы
На ТНВ-Планета выходят собственные международные выпуски новостей и прогноз погоды на татарском  языке. Программы и концерты  телеканала "ТНВ", записи  из фонда Татарстанского Телевидения.